# Rundfunkversuchsstelle
Die Rundfunkversuchsstelle war die erste Einrichtung in Deutschland zum Ausloten der technischen und künstlerischen Möglichkeiten des neuen Mediums Rundfunk. Sie wurde im Mai 1928 in Berlin vom preußischen Kultusministerium gegründet und 1935 von den Nationalsozialisten abgeschafft.

## Labor für neue Töne
Die Rundfunkversuchsstelle war der Hochschule für Musik zu Berlin angegliedert und förderte unter anderem die Entwicklung neuer Musikinstrumente, vor allem des Trautoniums, eines Vorläufers der Synthesizer, und eines Harmoniums mit neuartigen Tonsystemen nach den Plänen des italienischen Komponisten Ferruccio Busoni. Die Versuchsstelle galt als „Laboratorium für neue Töne“, beschäftigte sich aber auch als Forschungseinrichtung mit der 1929 populär gewordenen Tonfilmtechnik und den ersten Möglichkeiten, Musik auf Schallplatten zu speichern („zu schneiden“ – daher: der Mitschnitt).

## Neue Methoden der Musikpädagogik
An beidem hatte die Rundfunkversuchsstelle nicht nur technisches Interesse, sie erprobte auch neue musikpädagogische Ansätze durch die Aufnahme- und Wiedergabemedien. So entstanden bereits 1929 sechs Tonfilme zu Themen wie „Musikdramatischer Unterricht“, „Einführung in die Grundlagen des Cellospiels (starrer und lockerer Griff)“ und „Stimm- und Tonbildung“. Hochschullehrer der Anfangszeit waren Leopold Jessner, Franz Ludwig Hörth, Carl Flesch, Leonid Kreutzer und Hermann Weißenborn. Auf Weissenborn ging die Idee zurück, eine singende Versuchsperson mit Röntgenstrahlen zu durchleuchten, damit einen laufenden Film zu belichten und gleichzeitig den Ton aufzunehmen. Die Entwicklung dieser musikpädagogischen, jedoch lebensgefährlichen Technik des Röntgentonfilms fand wesentlich in der Versuchsstelle statt.

## Pioniere der elektronischen Musik
Ein und aus gingen in dem Institut unter anderem der Pionier für „elektrische Musik“ Friedrich Trautwein (der Bau seines Trautoniums wurde wesentlich von der Rundfunkversuchsstelle finanziert) und die Komponisten Oskar Sala und Paul Hindemith, der an der Musikhochschule lehrte und 1930 „Sieben Stücke für drei Trautonien“ komponierte.

## Vorbote der Rundfunkschulen
Zwei Jahre nach Gründung führte die Rundfunkversuchsstelle „Lehrgänge für Rundfunkrede und Rundfunkmusik ein“, die vom starken Besucherstrom regelmäßig überfüllt waren. Karl Würzburger und Karl Graef von der Deutsche Welle GmbH hielten Kurse in „funkischem Sprechen“. Obwohl sie de facto zur ersten Rundfunkschule Deutschlands heranreifte, wehrte sich die Rundfunkversuchsstelle, sich Schule zu nennen. 1931 belegten 460 Personen die Kurse für „Sprechen, praktische Phonetik und Singen vor dem Mikrophon, Ansage, Berichterstattung, Zeitfunk, Manuskript, Hörspiel, Musikalisches Hörspiel.“ Es gab auch Kurse für Tonfilm. Auch über die Idee des Fernunterrichts („drahtloses Studium“) wurde nachgedacht. Der Leiter der Versuchsstelle Georg Schünemann konnte sie aber wegen Protesten von Musiklehrern nicht weiterentwickeln.

## Abschaffung durch Goebbels
Nach der Machtübernahme der Nationalsozialisten Anfang 1933 wurde die Rundfunkversuchsstelle demontiert und 1935 schließlich aufgelöst. Reichspropagandaminister Joseph Goebbels war die Einrichtung wegen der „entarteten“ Musik schon seit ihrer Gründung ein Dorn im Auge gewesen.